# 徐偃王
徐偃王，嬴姓，是中国历史上西周时期徐国的国君。他在位的时期，徐国非常强盛，疆域一直扩张到今江苏、安徽长江以北及山东南部的广大地区。
《后汉书·东夷传》：“地方五百里”，向他进贡“三十有六国”，意思就是指徐偃王在位大行仁义，得到百姓拥护。在这一时期，有36个徐国的邻国向徐朝贡。国力强盛了之后，徐偃王大举进攻周朝首都，迫使周穆王“分东方诸侯命徐偃王主之。”后周穆王亲征，并借助楚国军力打败徐国，此后徐偃王于彭城武原县（今江苏徐州市邳州市戴莊镇武原故城）一带山林隐居（一说被周军所杀）。葬在鄞县东钱湖畔。周穆王封其子孙为徐子，继续统治徐国。
对于楚国讨伐徐偃王一事，韩非子提到“荆文王恐其害己也，举兵伐徐，遂灭之”。但是楚文王在位的年代与周穆王在位的年代相去甚远，可见周穆王未曾亲征徐偃王，徐偃王是春秋战国时期的徐国国君。而春秋左氏传又指徐国被吴国所灭，得以知之楚王此次伐灭的仅是徐王而非徐国。甚至还有人认为，徐偃王实为宋王偃，偃称王时宋国已经迁都于原徐国境内的彭城，这跟魏国国君迁都大梁后自称梁王是相似的理念。

## 評價
郦道元《水经注》载：“偃王治国，仁义著闻，欲舟行上国，乃导沟陈蔡间，得朱弓赤矢，以得天瑞，自称偃王。江淮诸侯，从者三十六国。周王闻之，遣使至楚，令代伐之。偃王爱民不斗，遂为楚败。”